# Стригунов, Виктор Николаевич
Ви́ктор Никола́евич Стригуно́в (род. 27 октября 1958, село Дубовое, Белгородский район, Белгородская область, РСФСР, СССР) — российский военачальник. Первый заместитель директора Федеральной службы войск национальной гвардии РФ — главнокомандующего войсками национальной гвардии РФ (с 27 января 2020 года), командующий Сибирским округом войск национальной гвардии Российской Федерации (2016—2019), генерал-полковник (2017). Имеет учёную степень кандидата психологических наук, доцент. Находится под международными санкциями стран Евросоюза и ряда других государств в связи с участием во вторжении России на Украину.

## Биография
Окончил среднюю школу в 1976 году. Во Внутренних войсках МВД СССР с 1976 года. В 1980 году окончил Харьковское высшее военное училище тыла МВД СССР (автомобильный факультет). С 1980 по 1988 год как один из лучших выпускников оставлен для прохождения службы в Харьковском высшем военном училище тыла МВД СССР на должностях командира автомобильного взвода, командира роты, заместителя командира батальона обеспечения учебного процесса по политической части.
В 1991 году с золотой медалью окончил Военно-политическую академию имени В. И. Ленина. С 1991 по 2000 годы служил в Восточном округе внутренних войск МВД России на должностях старшего инструктора по организации воспитательной работы и политической подготовки конвойной бригады (Владивосток), командира батальона, заместителя командира бригады, командира бригады, с 1999 по 2000 — заместителя командира дивизии внутренних войск (Хабаровск).
В 2002 году окончил Военную академию Генерального штаба Вооружённых сил Российской Федерации. В декабре 2002 года был назначен на должность начальника Новосибирского военного института внутренних войск МВД России. С 14 июля 2007 года — командующий войсками Восточного округа внутренних войск МВД России, а после реорганизации территориальной структуры внутренних войск в январе 2008 года — командующий войсками Восточного регионального командования внутренних войск МВД России.
Воинское звание генерал-лейтенант ему присвоено Указом Президента Российской Федерации 6 ноября 2008 года.
С 9 января 2012 года — командующий войсками Сибирского регионального командования внутренних войск МВД России.
После преобразования внутренних войск в Федеральную службу войск национальной гвардии Российской Федерации (Росгвардию) был переведён туда. Указом Президента Российской Федерации № 544 от 13 октября 2016 года генерал-лейтенант Стригунов Виктор Николаевич назначен на должность командующего Сибирским округом войск национальной гвардии Российской Федерации.
Указом Президента Российской Федерации от 10 июня 2017 года № 265 Стригунову Виктору Николаевичу присвоено очередное воинское звание — генерал-полковник.
23 сентября 2019 года новосибирский штаб Алексея Навального опубликовал расследование, в котором говорилось о доме площадью 527 м² и нескольких земельных участках площадью более 4000 м², зарегистрированных на супругу Стригунова. Также было отмечено, что примерная стоимость коттеджей в посёлке «Удача», где расположен дом, составляет 40 миллионов рублей, в то время как задекларированный доход Виктора Стригунова и его супруги Марины за 2018 год составил менее 3,5 миллионов рублей. Пресс-служба Сибирского округа Росгвардии объяснила, что доходы семьи Стригунова с 2011 по 2017 год составили более 40 миллионов рублей и позволили построить дом. Также в мэрии Новосибирска подтвердили, что часть земли (1002 м²) была передана Марине Стригуновой бесплатно, как дачный участок.
27 января 2020 года назначен первым заместителем директора Федеральной службы войск национальной гвардии РФ — главнокомандующего войсками национальной гвардии РФ. С IV квартала 2023 года более не числится на официальной должности в Росгвардии и с этого же времени стал советником директора этого ведомства, В.В. Золотова.
7 июля 2025 года был задержан, обвиняется в злоупотреблении должностными полномочиями и взяточничестве, помещён в СИЗО Лефортово.

## Санкции
21 июля 2022 года, на фоне вторжения России на Украину, как главнокомандующий войсками национальной гвардии, попал под санкции стран Евросоюза «за поддержку или осуществление действий или политики, которые подрывают или угрожают территориальной целостности, суверенитету и независимости Украины, а также стабильности и безопасности в Украине»:

Подразделения Росгвардии были направлены в районы, находящиеся под контролем российских войск, такие как Херсон, Геническ, Бердянск и некоторые районы Мариуполя, для подавления протестов местного населения. Они также принимали участие в убийстве, изнасиловании и пытках гражданских лиц в Буче. Сотрудники Росгвардии арестовывали проукраинских граждан и создали военно-полицейскую администрацию— «Официальный журнал Европейского союза», Брюссель, 21 июля 2022 года
По аналогичным основаниям находится под санкциями Швейцарии, Украины, Новой Зеландии и Японии.

## Награды
- орден Александра Невского
- орден «За военные заслуги»
- орден Почёта
- медали
- наградное оружие (пистолет Макарова)
- знак «Почётный сотрудник МВД»
- почётная грамота МВД России